# Günther Huesmann
Günther Huesmann (* 1957 in Münster) ist ein deutscher Musikjournalist mit Schwerpunkt Jazz.

## Karriere
Huesmann studierte Musikwissenschaft, Theater-, Film- und Fernsehwissenschaft und Pädagogik in Köln und Berlin. Als Hospitant in der Jazzredaktion des Südwestfunks arbeitete er schon 1980 mit Joachim Ernst Berendt und Werner Wunderlich zusammen. Von 1983 bis 1987 war er Jazzkritiker der Kölnischen Rundschau, später dann als Musikjournalist für Stereo, Frankfurter Rundschau oder Der Tagesspiegel tätig. 1989 wurde er Co-Autor für die Neuauflagen von Berendts Jazzbuch, einem Standardwerk über Jazz. Seit Berendts Tod 2001 betreut er es alleine.
1991 bis 2001 leitete Huesmann das Festival Jazz Across the Border im Haus der Kulturen der Welt in Berlin. 2012 wurde er als Nachfolger von Reinhard Kager Leiter der SWR-Jazzredaktion, die er bis Anfang 2023 führte.
2011 war Huesmann für den Grimme-Preis nominiert für den Dokumentarfilm Musik - mon amour (Arte, ZDF, mit Daniela Schmidt-Langels) über die japanische Geigerin Midori Gotō, den deutschen Komponisten Helmut Oehring und die israelische Sängerin Yasmin Levy. Für die Sendung „Bird Lives. Zum 100. Geburtstag von Charlie Parker“ erhielt er 2021 einen Deutschen Jazzpreis.

## Schriften
- Joachim Ernst Berendt, Günther Huesmann: Das Jazzbuch, Fischer TB, 2011, ISBN 3596159644
- Jazz in Germany since 1945, Music Today, November 1986[4]